# 베를린 리포트
《베를린 리포트》는 1991년 개봉한 대한민국의 영화이다.

## 줄거리
파리 특파원 성민은 한국계 프랑스인인 마리 알렌이 관련된 살인 사건을 접하고, 그녀와 사랑에 빠지게 된다. 둘은 베를린으로  향하게 되는데...

## 정보
- 감독 - 박광수
- 주연 - 안성기, 강수연, 문성근
- 음악 - 김수철

## 출연

### 주연
- 안성기
- 강수연
- 문성근

### 조연
- 쟈끄 세일러
- 쟝 마리 퐁본느
- 마리엔 루와이엥
- 니나 윤자 프로인트
- 후앙 피레스 라모스
- 이재영
- 펠릭스 라이버
- 마리엘렌 최